# Каныгин, Андрей Владимирович
Андрей Владимирович Каныгин (род. 24 марта 1985) — российский баскетболист, играющий на позиции атакующего защитника. Многократный победитель многих международных соревнований по баскетболу 3×3. Победитель I Европейских игр 2015 года. Мастер спорта России международного класса.

## Биография
Окончил физико-математический лицей и в 2002 году поступил на физический факультет Санкт-Петербургского государственного университета СПБГУ, в 2009 году получил степень магистра. Во время учёбы выступал в составе команд ЛГУ им. Пушкина, СПБГУ, БК Таурас-Феникс.

## Достижения
- Победитель I Европейских игр 2015 года в составе сборной России.
- Двукратный чемпион мира среди университетов
- Двукратный победитель Международного кубка по баскетболу 3×3 FIBA Moscow Open: 2014, 2015
- Чемпион студенческой лиги по баскетболу, проводимой АСБ в составе команды ЛГУ им. Пушкина: 2009
- Серебряный призёр турнира серии FIBA Men’s Open Challenger (Penang World Hoops 3X3 Challenger Архивная копия от 11 июня 2021 на Wayback Machine): 2016
- Бронзовый призёр организованного Международной федерацией баскетбола ФИБА турнира Go EXPO 3×3 в г. Хельсинки, Финляндия: 2016
- Бронзовый призёр Зимнего Кубка Губернатора Санкт-Петербурга по баскетболу 3×3: 2015
- Бронзовый призёр турнира серии FIBA WorldTour Road to Lausanne Raiffeisen Bank Bucharest Challenger Архивная копия от 11 июня 2021 на Wayback Machine: 2015
- Двукратный победитель и серебряный призёр Спартакиады ПАО «Газпром»: 2013, 2011, 2009
- Серебряный призёр организованного Международной федерацией баскетбола ФИБА турнира Tallinn Open: 2015
- Победитель турнира NBA 3X Moscow: 2014
- Бронзовый призёр турнира FIBA Saint-Petersburg Elite Challenger: 2014
- Серебряный призёр турнира adidas streetball open: 2014
- Победитель турнира FIBA Saint-Petersburg Elite Challenger: 2013
- Бронзовый призёр турнира FIBA 3x3 World Tour The Prague Masters: 2013
- Чемпион открытого чемпионата по стритболу в Риге: 2009
- Чемпион России по стритболу: 2009
- Трёхкратный победитель высшей лиги Санкт-Петербурга и Кубка города
- Победитель Зимнего кубка России по стритболу: 2008

## Личная жизнь
Супруга Андрея — Марьяна Каныгина, пара воспитывает дочь Ксению.